# Rudi Smidts
Rudolf "Rudi" Smidts (ur. 12 sierpnia 1963 w Deurne) – belgijski piłkarz grający na pozycji lewego obrońcy..

## Kariera klubowa
Smidts wychował się w klubie Royal Antwerp FC i w 1984 roku zadebiutował w pierwszej lidze belgijskiej. Przez lata był podstawowym zawodnikiem klubu i łącznie spędził w nim 13 sezonów i w tym okresie rozegrał dla zespołu z Antwerpii 425 meczów, w których zdobył 13 bramek. W 1992 roku zdobył z Royalem Puchar Belgii, dzięki zwycięstwu w finale po serii rzutów karnych z KV Mechelen. Natomiast w sezonie 1992/1993 dotarł z Antwerp do finału Pucharu Zdobywców Pucharów, w którym zespół ten uległ 1:3 włoskiej Parmie.
W 1997 roku Smidts odszedł do R. Charleroi S.C. i w zespole tym występował przez jeden sezon. W 1998 roku ponownie zmienił barwy klubowe i został piłkarzem Germinalu Ekeren, z którym wystąpił w rozgrywkach Pucharu UEFA. W 1999 roku klub ten zmienił nazwę na Germinal Beerschot i przeniósł swoją siedzibę do Antwerpii. Tam też Smidts grał rok, a w 2000 przeszedł do KV Mechelen. W 2001 roku spadł z nim do drugiej ligi, a w 2002 odszedł do czwartoligowego KFC Schoten SK. W 2003 roku będąc zawodnikiem tego klubu zakończył piłkarską karierę.
| Sezon   | Klub               | Kraj   | Rozgrywki | Mecze | Bramki |
| ------- | ------------------ | ------ | --------- | ----- | ------ |
| 1984/85 | Royal Antwerp FC   | Belgia | I liga    | 32    | 1      |
| 1985/86 | Royal Antwerp FC   | Belgia | I liga    | 31    | 0      |
| 1986/87 | Royal Antwerp FC   | Belgia | I liga    | 32    | 0      |
| 1987/88 | Royal Antwerp FC   | Belgia | I liga    | 33    | 1      |
| 1988/89 | Royal Antwerp FC   | Belgia | I liga    | 34    | 2      |
| 1989/90 | Royal Antwerp FC   | Belgia | I liga    | 30    | 1      |
| 1990/91 | Royal Antwerp FC   | Belgia | I liga    | 34    | 0      |
| 1991/92 | Royal Antwerp FC   | Belgia | I liga    | 34    | 2      |
| 1992/93 | Royal Antwerp FC   | Belgia | I liga    | 34    | 0      |
| 1993/94 | Royal Antwerp FC   | Belgia | I liga    | 32    | 1      |
| 1994/95 | Royal Antwerp FC   | Belgia | I liga    | 34    | 1      |
| 1995/96 | Royal Antwerp FC   | Belgia | I liga    | 33    | 1      |
| 1996/97 | Royal Antwerp FC   | Belgia | I liga    | 32    | 3      |
| 1997/98 | R. Charleroi S.C.  | Belgia | I liga    | 31    | 1      |
| 1998/99 | Germinal Ekeren    | Belgia | I liga    | 32    | 2      |
| 1999/00 | Germinal Beerschot | Belgia | I liga    | 29    | 0      |
| 2000/01 | KV Mechelen        | Belgia | I liga    | 24    | 0      |
| 2001/02 | KV Mechelen        | Belgia | II liga   | 18    | 0      |
| 2002/03 | KFC Schoten SK     | Belgia | IV liga   | 26    | 0      |

## Kariera reprezentacyjna
W reprezentacji Belgii Smidts zadebiutował 9 lutego 1992 roku w wygranym 2:1 spotkaniu eliminacji do Mistrzostw Świata w USA z Czechosłowacją. W 1994 roku został powołany przez selekcjonera Paula Van Himsta do kadry na ten turniej. Tam był podstawowym zawodnikiem i wystąpił w czterech spotkaniach: wygranych po 1:0 z Marokiem i z Holandią oraz przegranych 0:1 z Arabią Saudyjską i 2:3 w 1/8 finału z Niemcami. W kadrze narodowej grał do 1997 roku i łącznie rozegrał w niej 33 spotkań i zdobył jedną bramkę.